# Sveti Andrej, Škofja Loka
Sveti Andrej este o localitate din comuna Škofja Loka, Slovenia, cu o populație de 92 de locuitori.